# Libra de Rodesia del Sur
La libra fue la unidad monetaria de Rodesia del Sur, Rodesia del Norte y circuló también en Nyasaland. Se subdividía en 20 chelines, cada chelín constaba a su vez de 12 peniques.

## Historia
Desde 1896, los bancos privados emitieron billetes denominados en libras que tenían paridad con la libra esterlina. En 1932, se introdujeron las monedas. En 1938, se estableció la "Southern Rhodesia Currency Board" que se encargó de la emisión de papel moneda a partir del año 1939. Rodesia del Sur, Rodesia del Norte y Nyasalandia se unieron en 1953 para formar la Federación de Rodesia y Nyasalandia, que siguió utilizando la libra de Rodesia del Sur hasta 1955, cuando se introdujo la libra de la Federación de Rodesia y Nyasalandia. En 1955 la entidad responsable de la emisión del papel moneda cambió su nombre a "Central Africa Currency Board". En 1956, se introdujo la primera serie de papel moneda de la libra de Rodesia y Nyasalandia, completándose de esta forma la transición.

## Monedas
En 1932 se emitieron monedas de plata .925 en denominaciones de 3 y 6 peniques, 1, 2 y 2½ chelines. En 1934 se agregaron las denominaciones de ½ y 1 penique, acuñadas en cupro-níquel  con una perforación central. Durante el año 1942 las monedas acuñadas en cuproníquel comenzaron a acuñarse en bronce y las monedas de en metales preciosos pasaron a acuñarse en plata .500. Luego las monedas producidas en metales preciosos comenzaron a acuñarse en cupro-níquel. Las monedas de esta unidad monetaria se acuñaron hasta el año 1954.

## Billetes
En el año 1896, una autoridad monetaria de Salisbury comenzó a emitir los primeros billetes de Rodesia del Sur en denominaciones de una y cinco libras. Luego comenzó a imprimir billetes de diez chelines. Entidades como "Bank of Africa", "Barclays Bank" y el "National Bank of South Africa" también imprimieron billetes para esta colonia. Pero en el año 1938 se terminó este sistema de emisión ya que con la creación del "Southern Rhodesia Currency Board" la emisión del papel moneda quedó a cargo del mencionado organismo.
En 1939 el "Southern Rhodesia Currency Board" introdujo billetes de 10 chelines, 1 y 5 libras, luego en 1943 se comenzó a imprimir papel moneda valuado en 5 chelines y en 1948 se agrandó la serie aún más con la introducción del billete de 10 libras.